# Eva Moser
Eva Moser (Tamsweg, 26. srpnja 1982.), austrijska je šahistica, međunarodna majstorica i velemajstorica te publicistkinja. Višestruka je državna prvakinja Austrije i sudionica Šahovske olimpijade u Španjolskoj 2004. i Njemačkoj 2008. godine.
Šah je počela igrati s deset godina. Osam puta je u različitim dobnim kategorijama osvajala austrijska prvenstva. Na Europskoj mlađejuniorskoj šahovskoj olimpijadi do 16 godina u Austriji 1998. osvojila je srebrno odličje, izgubivši zlato u produžetcima.
Austriju je predstavljala na Ženskim šahovskim olimpijadama od 2000. godine pa nadalje te na Europskim ekipnim prvenstvima od 2003. godine. Triput je nastupala i na Mitropa kupu (1999., 2002. i 2004.)
Osvaja je šahovske turnire u Dresdenu, Jeni (četiri godine zaredom: 2009. – 2012.) te dvaput u Beču (2012. i 2013.).